# Ti Frère
Jean Alphonse Ravaton, dit Ti Frère (ce qui signifie petit frère en créole), est un chanteur mauricien né le 22 avril 1900 à Quartier Militaire et mort le 17 juin 1992. Il est considéré comme « le roi du séga mauricien », « le père du patrimoine musical de l'océan indien ». Il a participé à la popularité du séga typique. Il chantait en créole mauricien, malgache et en bhojpuri.

## Biographie de Ti Frère
Jean Alphonse Ravaton naît le 22 avril 1900 à Quartier Militaire, dans le district de Moka.
Son père d'origine malgache était aussi chanteur, il animait de grandes soirées privées appelées le « bal bobesse » ; ces réceptions étaient organisées le samedi soir. Ti Frère grandit dans cette atmosphère de quadrille créole et de séga typique (style afro-mauricien).
Il est illettré, mais capable d'improviser une chanson à la moindre demande.
En 1925, il chante son premier séga, Tamassa. Cette chanson sera mise sur un 45 tours en 1948 par la société Damoo sound & music. C'est le premier 45 tours créé à Maurice.
À cette époque, le séga est considéré comme une musique vulgaire et ne convient pas à la société d'antan. Le séga est principalement joué par des créoles pauvres de l'île.
Dans les années 1960, Ti Frère sort plusieurs 45 tours. Sa popularité touche tout l'océan indien. Il est très connu à l'île Maurice, à Rodrigues, à La Réunion et aux Seychelles. Il est couronné « roi du séga » en 1964. Malgré sa popularité, Ti Frère vit dans la misère noire. Il est obligé de changer plusieurs fois de métier pour gagner un peu d'argent (coupeur de cannes, chauffeur de bus, casseur de roches, garde forestier, chasseur, surveillant de cheval).
Dans les années 1980-90, de nombreux artistes modifient le rythme et le style du séga évoluent grâce à des instruments diverses, pour donner naissance au « séga moderne ». Ti Frère sombre dans l'oubli.
Dans les années 1990, l'état de santé de Ti Frère se dégrade. Il devient aveugle. Il reçoit le privilège d'être membre du MBE (Member of the Order of the British Empire).
En 1991, l'OCORA radio France lui permet de produire son dernier CD regroupant ses plus gros succès. Ce CD est enregistré à Camp de Masque, au milieu des champs de cannes à sucre.
Malgré ça, Ti Frère restera sans un sou. Il décède à l'âge de 92 ans en 1992.

## Séga typique
Le séga typique est la musique traditionnelle des Afro-mauriciens de l'Ile Maurice, il date du temps de l'esclavage.
Les principaux instruments utilisés sont :
- La Ravanne : (aussi appelé «tambour » à Ile de la Réunion, pour les cérémonies tamoules)

Cet instrument de base est le plus important du séga typique, il s'agit d'un tambour d'environ 90 cm taillé dans du bois de govavier de Chine, recouvert d'une peau de cabri tendue.
- La Maravanne (aussi appelé « kayamb » à Ile de la Réunion) :

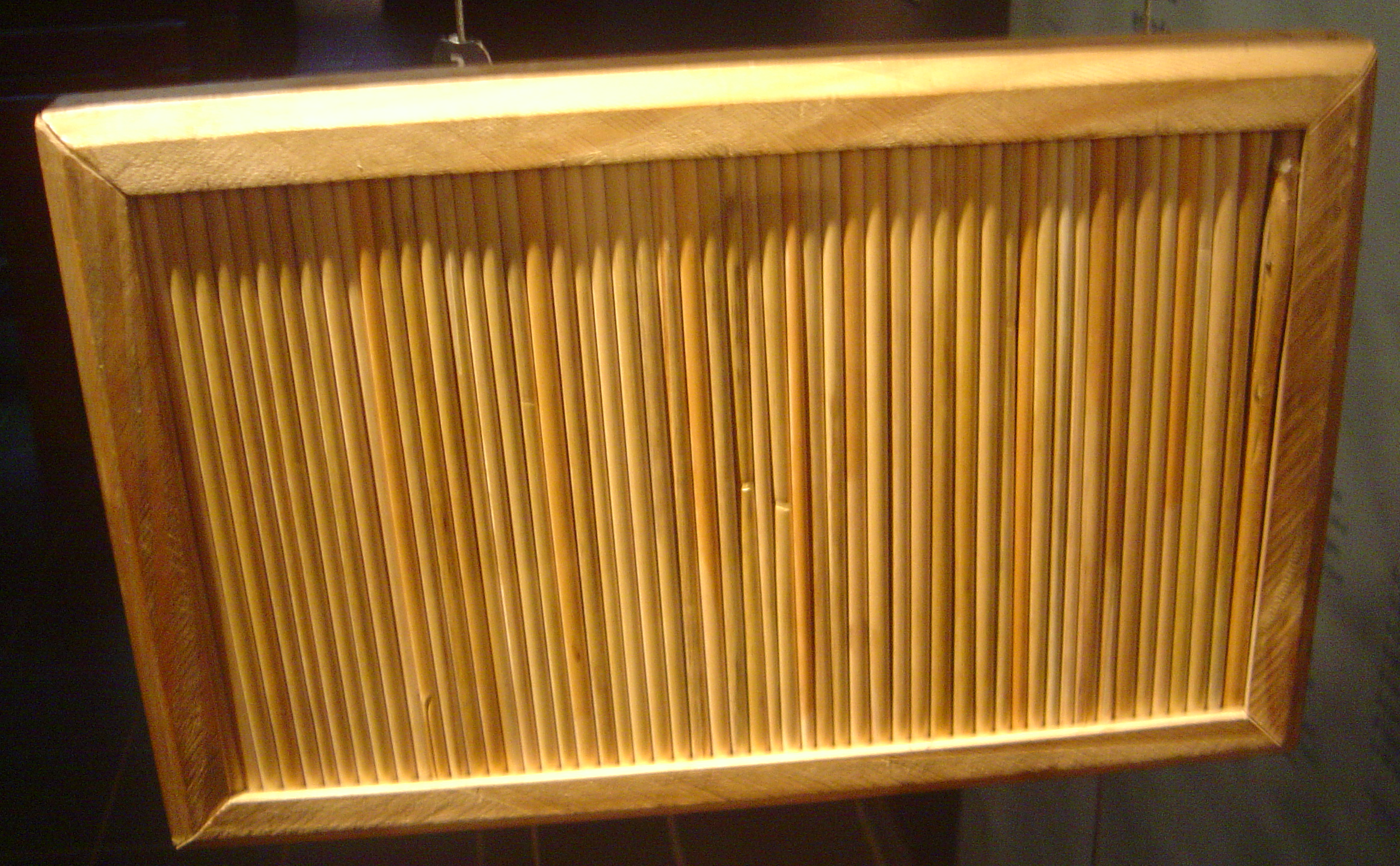
Maravanne

Cet instrument à percussion est très utilisé à Ile Maurice, il est formé de roseau ou de canne à sucres alignés. Il est ensuite rempli de graine de cascavelle ou de cailloux. Le joueur de maravanne le secoue et produit un son.
- Le Triangle :

Il s'agit d'une pièce métallique triangulaire, sur lequel le musicien frappe avec une tige métallique.

## Ses plus gros succès
Toutes ses chansons sont devenues des grands classiques de la musique mauricienne.
- Anita[4]
- La grain café
- Roseda
- Papitou
- Maa Bole Maa
- Missié Couve
- Lakaz mo fine loué
- Charlie Oh
- Baré
- Fidélia
- Chacha Ramgoolam
- Angeline
- Elias Marie
- Ki ti baliyé la
- Missié Couvre
- Kanal Belo
- Ti Paul Ti Pierre (interprété par sa nièce Marlène Ravaton)
- Noir Noir (reprise d'une chanson de Jacques Cantin)